# Arne Sundbo
Arne Sundbo (1. august 1886 i Jørlunde – 24. april 1970 i København) var en dansk overretssagfører, politiker fra Socialdemokratiet og lokalhistoriker. Han var først byplanborgmester og siden trafikborgmester i Københavns Kommune.
Han var søn af redaktør J.P. Sundbo og hustru Karen f. Pedersen, blev student fra Ribe Katedralskole 1904, cand. jur. 1910 og var overretssagfører i København 1916-38 og atter fra 1954. Han beskæftigede sig med offentlige sager 1931-38 og fra 1954 og var vurderingsformand for Husum skyldkreds 1937-38.
Parallelt med denne virksomhed var Sundbo medarbejder ved den socialdemokratiske provinspresse 1904, ved Social-Demokraten 1910-25, fra 1913 som sportsjournalist. Han var medlem af Studentersamfundets bestyrelse 1909-11.
Fra 1922 var Sundbo socialdemokratisk medlem af Københavns Borgerrepræsentation. 1938 forlod han Borgerrepræsentationen, da han blev medlem af Københavns Magistrat og borgmester for Magistratens 4. afdeling (byplanlægning) frem til 1946, hvor han fortsatte som borgmester indtil 1954, men nu med Magistratens 5. afdeling (sporveje og trafik) som sagsområde.
Igennem hele livet var han desuden en produktiv lokalhistorisk forfatter. Hans første bøger handler om barndomsegnen, mens han senere kastede sig over Københavns historie og nordsjællandske steder.
I kraft af sine borgmesterposter havde han en række tillidshverv. Han var medlem af Telefonabonnenternes repræsentantskab 1923-38; kasserer i Foreningen for almene Byggeinteresser 1924-27; medlem af overbevillingsnævnet for beværtersager 1925-38, af erhvervsskatteudvalget for København 1925-38; formand i og medstifter af Selskab for Staden Københavns Historie og Topografi 1935; medlem af Københavns Havnebestyrelse 1938-55 og af Københavns Idrætsparks repræsentantskab 1938; formand for Bygningskommissionen 1938-46; medlem af Hovedstadskommissionen 1939-48, af Justitsministeriets kommission ang. organisationen af brandvæsenet i Danmark 1945-52, af Samfærdselskommissionen (nedsat af Indenrigs- og Boligministeriet) 1950-54 og af Boligkommissionen i København 1939-54; under 2. verdenskrig også formand for Københavns Luftværnsforening, oversynskommissær i København 1945 samt formand for Storkøbenhavns Prisudvalg 1946-53.
Han blev gift 20. juli 1923 med Marie Vang-Lauridsen (27. februar 1889 – 1979), datter af nationalbankdirektør, fabrikant Johannes Lauridsen og hustru Maren f. Olsen.

## Forfatterskab
- Offentlig Hjælp, 1913
- Til Jerne Sogns Historie, 1914-15.
- Af Varde og Hjertings Historie, 1917-19.
- Kongsgaarden i Udlejre, 1920.
- Den første Haandværker i Borgernes Raad, 1922.
- Markfællesskabet i Udlejre og Svedstrup, 1923.
- St. Jørgens Mark, Solbjerg By og Nyby Ladegaard, 1927.
- Københavns ældste Vandforsyningsanlæg, 1928.
- Studier til Københavns Topografi, 1928.
- Frederikssunds og Købstaden Slangerups Historie I, 1932 og II, 1937.
- "Udsigt over Københavns Historie" i værket Danmark, vort Fædreland, 1941.
- Øvre Værebro Mølle, 1949.
- "Peder Buch" i Hvejsel og hans samtid, 1954.
- Artiklerne om Esbjerg og Frederikssund i værket Danmark før og nu, 1954.